# Liste der Monuments historiques in Gondrecourt-le-Château
Die Liste der Monuments historiques in Gondrecourt-le-Château führt die Monuments historiques in der französischen Gemeinde Gondrecourt-le-Château auf.

## Liste der Immobilien
| Bezeichnung                  | Beschreibung           | Standort                                         | Kennzeichnung | Schutzstatus | Datum | Bild           |
| ---------------------------- | ---------------------- | ------------------------------------------------ | ------------- | ------------ | ----- | -------------- |
| Kirche Nativité-de-la-Vierge | ab dem 12. Jahrhundert | Gondrecourt-le-Château, place de l’Église (Lage) | PA00106540    | Inscrit      | 1970  | weitere Bilder |

## Liste der Objekte
| Bezeichnung                                                                     | Beschreibung | Standort                                                           | Kennzeichnung | Schutzstatus | Datum | Bild |
| ------------------------------------------------------------------------------- | --- | ------------------------------------------------------------------ | ------------- | ------------ | ----- | ---- |
| Glöckchen                                                                       | Bronze, 1705 gegossen                                                                                                  | Gondrecourt-le-Château, im Pfarrhaus (Lage)                        | PM55000262    | Classé       | 1944  |      |
| Gemälde Versuchung des heiligen Antonius                                        | Ölfarbe auf Leinwand, Holzrahmen, 18. Jahrhundert                                                                      | Gondrecourt-le-Château, in der Kirche Nativité-de-la-Vierge (Lage) | PM55001886    | Inscrit      | 1993  |      |
| ZweiKonsoltische                                                                | Eichenholz, vergoldet, Marmor, zweite Hälfte des 18. Jahrhunderts                                                      | Gondrecourt-le-Château, in der Kirche Nativité-de-la-Vierge (Lage) | PM55001888    | Inscrit      | 1994  |      |
| Gemälde Heiliger Bernhard                                                       | Ölfarbe auf Leinwand, Ende des 18. Jahrhunderts                                                                        | Gondrecourt-le-Château, in der Kirche Nativité-de-la-Vierge (Lage) | PM55000268    | Classé       | 1961  |      |
| Skulptur Erzengel Michael                                                       | Kalkstein, farbig gefasst, 17. Jahrhundert                                                                             | Tourailles-sous-Bois, in der Kirche St-Michel (Lage)               | PM55002417    | Inscrit      | 1987  |      |
| Gemälde Madonna mit Jesuskind, Johannesknaben und dem heiligen Stephan als Kind | Ölfarbe auf Holz, 16. Jahrhundert                                                                                      | Gondrecourt-le-Château, in der Kirche Nativité-de-la-Vierge (Lage) | PM55000264    | Classé       | 1961  |      |
| Kelch und Patene                                                                | Silber, vergoldet, nach 1838, von Charles Eugène Trioullier (Kelch) und François Hubert Martin (Patene)                | Gondrecourt-le-Château, in der Kirche Nativité-de-la-Vierge (Lage) | PM55000271    | Classé       | 1988  |      |
| Gemälde Johannesknabe                                                           | Ölfarbe auf Leinwand, 18. Jahrhundert                                                                                  | Gondrecourt-le-Château, in der Kirche Nativité-de-la-Vierge (Lage) | PM55000267    | Classé       | 1961  |      |
| 15 Kirchenbänke                                                                 | Eichenholz, 17. und 18. Jahrhundert                                                                                    | Gondrecourt-le-Château, in der Kirche Nativité-de-la-Vierge (Lage) | PM55002707    | Inscrit      | 2010  |      |
| Expositionsnische                                                               | Holz, vergoldet, Spiegelglas, Anfang des 19. Jahrhunderts                                                              | Gondrecourt-le-Château, in der Kirche Nativité-de-la-Vierge (Lage) | PM55002706    | Inscrit      | 2010  |      |
| Grablegungsgruppe                                                               | Stein, um 1600 | Gondrecourt-le-Château, in der Kirche Nativité-de-la-Vierge (Lage) | PM55000270    | Classé       | 1960  |      |
| Epitaph für Jehan Porterel und seine Tochter Didion                             | Kalkstein, bezeichnet 1561                                                                                             | Gondrecourt-le-Château, in der Kirche Nativité-de-la-Vierge (Lage) | PM55001887    | Inscrit      | 1994  |      |
| Gemälde Rosenkranzmadonna                                                       | Ölfarbe auf Leinwand, 1622                                                                                             | Gondrecourt-le-Château, in der Kirche Nativité-de-la-Vierge (Lage) | PM55000265    | Classé       | 1961  |      |
| Becher                                                                          | Silber, zweite Hälfte des 19. Jahrhunderts; im Centre départemental d’art sacré in Saint-Mihiel deponiert              | Tourailles-sous-Bois, in der Kirche St-Michel (Lage)               | PM55002419    | Inscrit      | 1993  |      |
| Skulptur Madonna mit Kind                                                       | Stein, farbig gefasst, 16. oder 17. Jahrhundert                                                                        | Tourailles-sous-Bois, in der Kirche St-Michel (Lage)               | PM55002416    | Inscrit      | 1987  |      |
| Glocke                                                                          | Bronze, 1659 gegossen                                                                                                  | Tourailles-sous-Bois, in der Kirche St-Michel (Lage)               | PM55000617    | Classé       | 1989  |      |
| Nikolausretabel                                                                 | Holz, farbig gefasst, sowie Ölfarbe auf Leinwand, 17. Jahrhundert                                                      | Gondrecourt-le-Château, in der Kirche Nativité-de-la-Vierge (Lage) | PM55000263    | Classé       | 1961  |      |
| Gemälde Madonna mit Kind                                                        | Ölfarbe auf Leinwand, vergoldeter Holzrahmen, 17. Jahrhundert                                                          | Gondrecourt-le-Château, in der Kirche Nativité-de-la-Vierge (Lage) | PM55000266    | Classé       | 1961  |      |
| Skulptur Madonna mit Kind                                                       | Kalkstein, farbig gefasst, 16. Jahrhundert                                                                             | Gondrecourt-le-Château, in der Kirche Nativité-de-la-Vierge (Lage) | PM55001889    | Inscrit      | 1995  |      |
| Hauptaltar                                                                      | Altartisch, Tabernakel, zwei Engelsskulpturen und Baldachin; Eichenholz, farbig gefasst und vergoldet, 18. Jahrhundert | Gondrecourt-le-Château, in der Kirche Nativité-de-la-Vierge (Lage) | PM55000269    | Classé       | 1960  |      |
| Kirchenbänke                                                                    | Eichenholz, 18. Jahrhundert                                                                                            | Luméville-en-Ornois, in der Kirche Assompion-de-la-Vierge (Lage)   | PM55002708    | Inscrit      | 2010  |      |
| Taufbecken                                                                      | Kalkstein, 1806; mit Holzdeckel                                                                                        | Gondrecourt-le-Château, in der Kirche Nativité-de-la-Vierge (Lage) | PM55001150    | Classé       | 1996  |      |
| 17 Kirchenbänke                                                                 | Eichenholz, 18. Jahrhundert                                                                                            | Tourailles-sous-Bois, in der Kirche St-Michel (Lage)               | PM55002418    | Inscrit      | 1987  |      |